# Пайл, Пип
Филлип «Пип» Пайл (англ. Phillip «Pip» Pyle, 4 апреля 1950 года — 28 августа 2006 года) — британский барабанщик, известный своими работами в составе групп Кентерберийской сцены Gong, Hatfield and the North и National Health.

## Биография
Пайл начинал играть вместе с другом детства Филом Миллером в группе Delivery, однако в 1970 году покинул её и некоторое время играл в блюзовой команде Chicken Shack, а затем в группе Стива Хиллиджа Khan.
В 1971 году барабанщик Роберт Уайетт попросил Пайла сыграть вместо него на одном треке сольного альбома Дэвида Аллена Banana Moon. Вскоре Пайл стал постоянным членом группы Аллена Gong, приняв участие в записи альбомов Camembert Électrique и Continental Circus. В 1990-х годах Пайл вновь играл в реформированном составе Gong.
В 1972 году Пайл вместе с Филом Миллером, Ричардом Синклером и Дейвом Стюартом основал группу Hatfield and the North. В 1974 году группа выпустила альбом Hatfield and the North, за которым год спустя последовал The Rotters' Club. Помимо игры на барабанах, Пайл написал значительную часть текстов группы.
После Hatfield Пайл вместе с Миллером и Стюартом создал National Health, а затем играл в Soft Heap вместе с Хью Хоппером, Элтоном Дином и Аланом Гоуэном.
В 1984 году Пайл начал многолетнее сотрудничество с джазовой пианисткой Софией Деманкич, которая вошла в состав образованной им группы Pip Pyle's Equip'Out. Группа выпустила два альбома — Equip'Out, Up! и Instants.
В 1998 году Пайл выпустил сольный альбом Seven Year Itch, на котором в качестве гостевых музыкантов присутствовали, в частности, Фил Миллер, Ричард Синклер, Дейв Стюарт, Хью Хоппер, Дидье Малерб и другие музыканты.
В 1982—2001 годах Пайл играл в группе Миллера In Cahoots, приняв участие в записи альбомов Cutting Both Ways, Split Seconds, Live 86-89, Live in Japan, Recent Discoveries и Paralleland Out of the Blue.
Пайл создал группу Bash!, которая выпустила концертный альбом Belle Illusion, но после пяти выступлений прекратила существование.
В 2005 году Пайл вместе с Филом Миллером и Ричардом Синклером воссоздал Hatfield and the North. В течение 2005-06 годов группа выступила с гастролями в Великобритании, Японии, Мексике, США и странах Европы.
26 августа 2006 года Пайл сыграл свой последний концерт в голландском городе Гронинген. 28 августа 2006 года он умер в парижской гостинице.